# Astragalus turajguricus
Astragalus turajguricus är en ärtväxtart som beskrevs av Vitaliǐ Petrovich Goloskokov. Astragalus turajguricus ingår i släktet vedlar, och familjen ärtväxter. Inga underarter finns listade i Catalogue of Life.